# Claudio López
Claudio López (sinh ngày 17 tháng 7 năm 1974) là một cựu cầu thủ bóng đá người Argentina. Anh được người hâm mộ và giới chuyên môn gọi bằng biệt danh "El Piojo", có nghĩa là "con chấy" vì tốc độ, kỹ năng lừa bóng bằng cái chân trái và nhưng pha kết thúc mang đẳng cấp thế giới với cú sút chân trái cực mạnh. Ở đội tuyển quốc gia Argentina, anh cùng với Batistuta là một bộ đôi tấn công lợi hại.

## Sự nghiệp
López bắt đầu sự nghiệp chuyên nghiệp của mình với Estudiantes de La Plata ở quê hương Argentina của anh vào năm 1990, lúc đó anh mới bước vào tuổi 16. Tuy nhiên, sau một năm, anh chuyển đến Racing và vào năm 1996 với câu lạc bộ Tây Ban Nha là Valencia.

## Đấu trường châu Âu
López khoác áo Valencia trong vòng 5 năm, và đã giúp đội bóng được đội bóng này dành ngôi á quân tại UEFA Champions League trong mùa giải 1999-2000. Sau đó anh được chuyển nhượng đến S.S. Lazio trong Serie A với một khoản tiền 35 triệu euro. Ở đây, anh được đá cặp với Hernán Crespo. Sau khi ra mắt trên sân Olimpico, Claudio Lopez và trung vệ Couto đã ghi hai bàn giúp đội quân của huấn luyện viên Zaccheroni giành thắng lợi 2-0 trước Atalanta. Đây là chiến thắng đầu tiên của Lazio Và thật không may, López bị chấn thương trong khi ở Lazio và không thể thực hiện được ước mơ của mình.
Ngoài ra, anh còn vướng vào một vụ tranh chấp với câu lạc bộ liên quan đến tiền lương, theo đó câu lạc bộ thành Roma vẫn còn nợ tiền đạo người Argentina này khoản tiền lương của 5 tháng, từ 12/2002 đến 4/2003, tổng cộng là 650.000 bảng Anh. Anh đã ra điều kiện là nếu không nhận được tiền trước ngày 17/6, Lopez sẽ có quyền tự do được chuyển nhượng tới một đội bóng khác.
Thời gian sau, huấn luyện viên Daniel Passarella của câu lạc bộ Parma quyết dùng tiền đạo Marco di Vaio và các thêm tiền để mang về Parma Claudio Lopez. Claudio Lopez tuy đá rất hay khi còn đầu quân cho Valencia, nhưng kể từ khi về chơi tại Lazio, anh chưa chứng tỏ được giá trị 22 triệu bảng Anh của mình.

## Giai đoạn tiếp theo
Trong năm 2007 López trở lại Racing, 11 năm sau khi anh khởi hành từ câu lạc bộ và đất nước này để đến với châu Âu.
Sau này dù đã qua thời kỳ đỉnh cao phong độ, nhưng anh vẫn chứng tỏ được giá trị và phẩm chất của mình, đặc biệt là cái chân trái. Trong một trận đấu, Lopez đã ghi một bàn từ cự ly khoảng 50 m, đẹp không kém pha dứt điểm của Beckham tại giải Ngoại hạng Anh năm 1995 làm tung lưới đội Los Angeles Galaxy là đội hiện nay của Beckham.
Một thông tin thú vị là trong buổi tập tại Acapulco, tiền đạo người Argentina Claudio Lopez cùng Pavel Pardo, đồng đội của anh tại câu lậc bộ America (Mexico) đã suýt chết đuối trên bãi biển Revolcadora, một con sóng bất ngờ cuốn 2 cầu thủ này ra quá xa bờ. đội cứu hộ Revolcadora đã kịp thời tới ứng cứu và đưa anh vào bờ. Riêng cầu thủ người Mexico Pardo đã bất tỉnh nhân sự vì quá sốc.

## Sự nghiệp quốc tế
López đã có một sự nghiệp khá xuất sắc với đội tuyển quốc gia Argentina. Sau khi giành huy chương bạc với đội U-23 vào năm 1996 (Olympic mùa hè Attlanta), López đã xuất hiện tại các kỳ World Cup trong cả hai năm 1998 và 2002. Trong trận bán kết gặp đội tuyển Hà Lan anh đã ghi bàn vào lưới Hà Lan sau một pha phá bẫy việt vị.
Tuy vậy, kết quả cuối cùng đội Hà Lan vẫn giành chiến thắng, Argentina bị loại và anh quay sang chỉ trích các đồng đội của mình bằng những lời lẽ khá thái quá, anh nói: "Crespo chẳng làm được điều gì cho hay ho, vậy mà anh ta cứ buộc tội tôi là bỏ lỡ cơ hội. Batistuta cũng vậy, tình huống thuận lợi thì đầy trước mặt nhưng anh ta có ghi được bàn thắng đâu". và "Trong suốt thời gian tham dự giải, tôi đã đề nghị Hernan (Crespo) chơi cống hiến hơn vì cả đội cần anh ấy. Nhưng rồi Hern vẫn lững lờ như không, và chuyện gì xảy ra thì chúng ta đều đã thấy", không những vậy anh còn tuyên bố: "Người lãnh nhiệm vụ ghi bàn cần phải chịu trách nhiệm. Hơn nữa, Gabriel (Batistuta) lại là trung phong chính. Anh ta luôn luôn đứng trước khung thành, trong khi tôi phải xộc vào từ cánh trái. Thật quá dễ dàng cho Bati rồi còn gì nữa". "Nếu Batistuta không thấy như thế thì nên trao cho tôi áo số 9 và ra ngoài biên mà đá".
và cuối cùng anh phải thừa nhận "Lỗi lầm không chỉ của riêng ai. Tất cả chúng ta đều chơi tồi tệ, và đều phải nhận quả đắng".

## Thống kê số bàn thắng
| Đội tuyển bóng đá Argentina | Đội tuyển bóng đá Argentina | Đội tuyển bóng đá Argentina |
| Năm                         | Trận                        | Bàn                         |
| --------------------------- | --------------------------- | --------------------------- |
| 1995                        | 2                           | 0                           |
| 1996                        | 5                           | 0                           |
| 1997                        | 8                           | 2                           |
| 1998                        | 12                          | 3                           |
| 1999                        | 4                           | 0                           |
| 2000                        | 8                           | 2                           |
| 2001                        | 8                           | 3                           |
| 2002                        | 6                           | 0                           |
| 2003                        | 2                           | 0                           |
| Tổng                        | 55                          | 10                          |